# We Ski
We Ski (ou Family Ski au Japon et en Europe) est un jeu édité par Bandai Namco Games, pour la Nintendo Wii, et qui peut se jouer avec soit la Wiimote et la Nunchuck, soit avec ces derniers et la Wii Balance Board. C'est le deuxième jeu, après Wii Fit, qui fait usage de la Wii Balance Board. Il est sorti le 31 janvier 2008.